# Grangues
Grangues é uma comuna francesa na região administrativa da Normandia, no departamento Calvados. Estende-se por uma área de 6,57 km². Em 2010 a comuna tinha 260 habitantes (densidade: 39,6 hab./km²).